# Alisa Kazań
Alisa Kazań – rosyjski klub szachowy z siedzibą w Kazaniu.

## Historia
Klub powstał na początku lat 90., a jednym z jego założeń była szachowa edukacja dzieci od czwartego roku życia. Wychowanką klubu była m.in. Tamara Czistiakowa. W 1999 roku klub zadebiutował w Pucharze Europy kobiet. Zespół wygrał wówczas z Margirisem Kowno, ŠK Belišće i Club Carinthia, zremisował z SC Leipzig-Gohlis i Partizanem Belgrad, a przegrał z Szkołą Rudenko Chersoń i AEM Luxten Timișoara, zajmując w klasyfikacji końcowej piąte miejsce. W 2000 roku zespół odniósł zwycięstwa nad ŠK Nova Gorica, Širvintą Wyłkowyszki i SC Leipzig-Gohlis, zremisował z Donbasem Ałczewsk i przegrał z SK Turm Emsdetten, BAS Belgrad oraz Agrouniverzalem Zemun. W rozgrywkach klub został sklasyfikowany na szóstym miejscu. W okresie występów w Pucharze Europy klub reprezentowały Luiza Chusnutdinowa, Tatjana Grabuzowa, Julija Maszinskaja, Sandugacz Szajdullina, Lilija Timurowa i Jelena Zajac.